# Diocesi di Isauropoli
La diocesi di Isauropoli (in latino Dioecesis Isauropolitana) è una sede soppressa del patriarcato di Costantinopoli e una sede titolare della Chiesa cattolica.

## Storia
Isauropoli, identificabile con Aydoğmuş (già Dorla) nel distretto di Çay in Turchia, è un'antica sede episcopale della provincia romana della Licaonia nella diocesi civile di Asia. Faceva parte del patriarcato di Costantinopoli ed era suffraganea dell'arcidiocesi di Iconio.
Sono diversi i vescovi attribuiti a questa sede episcopale, che prima del V secolo è nota solo con il nome di Isaura. Le Quien assegna alla diocesi Zenone, il cui nome appare negli atti dei martiri Quirico e Giulitta, morti durante le persecuzioni contro i cristiani all'epoca dell'imperatore Diocleziano. Tuttavia lo stesso Le Quien riferisce come, secondo altri autori, Zenone non fu un vescovo sed assessorem, aut forsan moderatorem.
Nelle liste episcopali del concilio di Nicea del 325, tra i vescovi dell'Isauria, figura anche Silvano di Metropoli, sede inesistente in quella provincia. A partire da una lettera di san Basilio al metropolita Anfilochio di Iconio, alcuni autori hanno proposto di attribuire questo vescovo alla sede di Isaura, che apparteneva alla provincia dell'Isauria prima della costituzione, attorno al 371, della provincia della Licaonia.
Alcuni epitaffi, databili tra III e IV secolo, hanno restituito i nomi di quattro vescovi di Isauropoli. Due di questi epitaffi, quelli relativi a Mammas e Sisamoas, sono stati scoperti a Aydoğmuş. A Dineksaray, 8 chilometri a nord-ovest di Aydoğmuş, è stato scoperto un lungo epitaffio del vescovo Nestore, da cui si ricava che, prima di diventare vescovo, svolse una intensa attività nell'amministrazione civile, e che, quando divenne vescovo, si distinse per le sue opere di carità, come consigliere spirituale e catechista. L'ultimo epitaffio si riferisce al vescovo Indaco, sepolto assieme al fratello Apas; la scoperta di questo epitaffio a 22 chilometri a nord-est di Aydoğmuş, rende l'attribuzione di Indaco alla sede di Isaura solo ipotetica.
Una lunga lettera di san Basilio a Anfilochio di Iconio, datata tra il 375 e l'inverno del 376/377, menziona il vescovo Macedonio, ma senza indicazione della sede di appartenenza; alcuni autori ritengono possa trattarsi del vescovo di Isaura.
Tra i vescovi che presero parte al primo concilio di Costantinopoli, che si concluse il 9 luglio 381, figura anche Ilario di Isaura. Lo stesso vescovo sottoscrisse in 6º posizione il testamento di Gregorio Nazianzeno il 31 maggio 381.
All'inizio del V secolo, Callistrato di Isaura fu destinatario di una lettera di Giovanni Crisostomo, scritta nell'inverno del 404 da Cucuso in Armenia, dove Crisostomo era stato esiliato. Qui il santo vescovo, aspetta l'arrivo dell'amico Callistrato, che gli ha promesso di fargli visita nel suo luogo d'esilio.
L'ultimo vescovo noto di Isauropoli è Aezio, che non fu presente al concilio di Calcedonia nel 451; nella solenne sessione del 25 ottobre, in presenza dell'imperatore Marciano, è rappresentato dal metropolita Onesiforo di Iconio, che sottoscrisse al suo posto la definizione di fede.
Dal XVIII secolo Isauropoli è annoverata tra le sedi vescovili titolari della Chiesa cattolica; la sede è vacante dal 30 marzo 1971. Il suo ultimo titolare è stato Philip Francis Pocock, arcivescovo coadiutore, con diritto di successione, di Toronto. La sede ha avuto indistintamente i titoli di Isauropolitana, Isaurensis o Isauropoliensis.

## Cronotassi

### Vescovi greci
- Zenone †
- Silvano ? † (menzionato nel 325)
- Mammas † (tra III e IV secolo)
- Sisamoas † (tra III e IV secolo)
- Nestore † (tra III e IV secolo)
- Indaco ? † (tra III e IV secolo)
- Macedonio ? † (menzionato tra il 375 e il 376/377)
- Ilario † (menzionato nel 381)
- Callistrato † (menzionato nel 404)
- Aezio † (menzionato nel 451)

### Vescovi titolari
- Bernard Gozdzki † (6 luglio 1722 - 16 marzo 1725 deceduto)
- Gregorio de Molleda y Clerque † (26 settembre 1725 - 3 agosto 1729 nominato vescovo di Cartagena)
- Louis-Mathias-Joseph de Barral † (15 settembre 1788 - 22 dicembre 1790 succeduto vescovo di Troyes)
- Michele Di Pietro † (21 febbraio 1794 - 9 agosto 1802 nominato cardinale presbitero di Santa Maria in Via)
- Jean-Louis Taberd, M.E.P. † (18 settembre 1827 - 31 luglio 1840 deceduto)
- Dominique Lefèbvre, M.E.P. † (26 febbraio 1841[12] - 30 aprile 1865 deceduto)
- Tomás Badía, O.P. † (19 gennaio 1842 - 1º settembre 1844 deceduto)
- József György Németh † (16 gennaio 1874 - 11 novembre 1916 deceduto)[13]
- Edward Daniel Howard † (23 dicembre 1923 - 30 aprile 1926 nominato arcivescovo di Oregon City)
- Stanislas-Gabriel-Henri Baudry, M.E.P. † (18 marzo 1927 - 11 aprile 1946 nominato vescovo di Xichang)
- Jean-Baptiste Urrutia, M.E.P. † (12 febbraio 1948 - 24 novembre 1960 nominato arcivescovo titolare di Scarpanto)
- Philip Francis Pocock † (18 febbraio 1961 - 30 marzo 1971 succeduto arcivescovo di Toronto)